# Thea Beckman

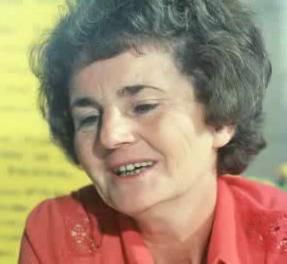
Thea Beckman

Thea Beckman, pseudonym för Theodora (Thea) Beckmann-Petie, född Petie 23 juli 1923 i Rotterdam, död 5 maj 2004, var en nederländsk författare av (historisk) barn- och ungdomslitteratur.

## Biografi
Beckman studerade på som äldre socialpsykologi på Utrecht universitet. Enligt egen utsago studerade hon framför allt för att få utlopp för sin frustration. Som barn älskade hon att gå till skolan. Men på grund av den ekonomiska krisen på 30-talet blev hennes far arbetslös och därefter bröt andra världskriget ut. Hon var glad att hon trots allt hade studerat. Hon bestämde sig för att studera socialpsykologi eftersom det framför allt innehöll mycket teori. Detta gick också tidsmässigt att kombinera med skrivandet. Hennes avhandling handlade om böckers inverkan på barn. Den visade inte på några signifikanta resultat.
Beckman visste redan när hon var elva att hon ville bli författare. Medan hon skrev lyssnade hon alltid på musik. Helst spännande musik, då blev det en spännande berättelser ansåg hon. Innan hon började med skrivandet, förberedde hon sig noga. Hon samlade så mycket information som möjligt och åkte sedan med sin man på resa för att göra research. Efter sin mans död fortsatte hon med resorna, fast med mindre tillfredsställelse. Många av Beckmans böcker har en historisk bakgrund. Enligt egen utsago bara skrev hon böckerna så som hon ansåg att böcker borde skrivas. Hon gjorde det så spännande så bra och så intressant som möjligt. Därvid romantiserade hon historien eftersom hon ville skriva så spännande och äventyrliga böcker som möjligt. "Och den som vill klaga på det har bara att sätta igång", enligt Thea Beckman.
Beckmans mest kända bok är Kruistocht in spijkerbroek från 1973, känd som "Crusade in jeans" i engelskspråkiga länder, för vilken hon fick utmärkelsen de Gouden Griffel 1974 och ett  Europeiskt pris för bästa historiska ungdomsbok. Boken handlar om ett barnkorståg  år 1212. 2003 på sin 80-årsdag firades Beckman i Utrecht. Hennes förläggare Lemniscaat presenterade toen också hennes senaste bok, Gekaapt. Det kungjordes också att hennes bok "Kruistocht in Spijkerbroek" skulle filmatiseras. Filmatiseringen diskuterades noggrant med Thea Beckman, men slutresultatet hann hon aldrig se. 2005/2006 blev den inspelad av Ben Sombogaart med titeln Crusade in Jeans. Inspelningen påbörjades ett år efter hennes död. 
1945 gifte hon sig med Dirk Hendrik Beckmann (1912-1993), med vilken hon fick två söner och en dotter. Hon använde författarnamnet Thea Beckman på inrådan av sin förläggare som tyckte att namnet Beckmann lät för tyskt.